# Lee Kyoung-mi
Lee Kyoung-mi (* 1973 in Seoul) ist eine südkoreanische Filmregisseurin und Drehbuchautorin.

## Leben
Lee studierte Russisch an der Hankuk University of Foreign Studies. Nachdem sie drei Jahre in einem Unternehmen gearbeitet hatte, entschloss sie sich für ein Studium an der Fakultät für Film, TV & Medien an der Korea National University of Arts. 2004 erhielt sie ihren Abschluss im Fach Regieführung. Ihr 2004 erschienener Kurzfilm Feel Good Story über einen Angestellten, der herausfinden soll, wie sein Unternehmen Steuern umgehen kann, erhielt einige Filmfestspiel-Einladungen.
2005 arbeitete sie als Regieassistentin für Park Chan-wook an dem Film Lady Vengeance. Dieser produzierte 2008 Lees Langfilmdebüt Crush and Blush. Dieser feierte Weltpremiere auf dem Busan International Film Festival. Sie wurde für den Film als beste neue Regisseurin mit dem Blue Dragon Award ausgezeichnet.
Außerdem spielte sie kleinere Rollen in Ryoo Seung-wans Filmen wie etwa Timeless (2009), The Unjust (2010) und The Berlin File (2013).
2015 veröffentlichte sie den Thriller The Truth Beneath mit Son Ye-jin in der Hauptrolle.
2018 heiratete Lee den irischen Filmjournalisten Pierce Conran, der seit 2012 in Seoul ansässig ist. Dieser hatte auch einen Auftritt in dem Segment Spiel, Satz und Sieg des Episodenfilms Persona (2019), bei dem Lee Regie führte.
2020 adaptierte sie für Netflix einen Roman von Chung Serang als Serie, die unter dem Namen The School Nurse Files veröffentlicht wird.

## Filmografie

### Filme

#### Kurzfilme
- 2000: Myoung-suk and Me
- 2001: Lies
- 2001: Memories
- 2003: Audition (오디션)
- 2004: Feel Good Story (잘되가? 무엇이든)

#### Langfilme
- 2008: Crush and Blush (미쓰 홍당무 Miss Hong Dang-mu)
- 2016: The Truth Beneath (비밀은 없다 Bimil-eun Eopda)
- 2019: Persona (Segment Spiel, Satz und Sieg)

#### Als Schauspielerin
- 2009: Timeless (타임리스, Kurzfilm)
- 2010: The Unjust (부당거래)
- 2013: The Berlin File (베를린)

### Serien
- 2020: The School Nurse Files (보건교사 안은영 Bogeon Gyosa An Eunyeong)